# Cape May Court House (New Jersey)
Cape May Court House település az Amerikai Egyesült Államok New Jersey államában, Cape May megyében. Lakosainak száma 5573 fő (2020. április 1.).

## Népesség
A település népességének változása:

| 2010 | 5 338 |
| 2020 | 5 573 |